# Nasal alveolar
A nasal alveolar é um tipo de fone consonantal empregado em alguns idiomas. O símbolo deste som tanto no alfabeto fonético internacional quanto no X-SAMPA é "n". Este som ocorre no português em palavras como "negócio".
Consoantes dentais verdadeiras são relativamente incomuns. Nas línguas românicas, dravídicas e australianas, n é frequentemente chamado de "dentário" na literatura. No entanto, o contato mais recuado (que é o que dá à consoante seu som característico) é na verdade alveolar ou denti-alveolar. A diferença entre as línguas românicas e o inglês não é tanto onde a língua faz contato com o céu da boca, mas qual parte da língua faz o contato. Em inglês, é a ponta da língua (esses sons são chamados de apicais), enquanto nas línguas românicas é a parte plana da língua logo acima da ponta (esses sons são chamados de laminais).
No entanto, existem linguagens com verdadeiro n dentário apical (ou menos comumente laminal). É encontrada na língua mapuche da América do Sul, onde é realmente interdental. Um verdadeiro dental geralmente ocorre alofonicamente antes de /θ/ nas línguas que o possuem, como no décimo inglês. Da mesma forma, um alofone denti-alveolar ocorrerá em línguas que têm paradas denti-alveolares, como no espanhol cinta.
Algumas línguas contrastam nasais denti-alveolares laminais e nasais alveolares apicais. Por exemplo, na pronúncia malaiala de Nārāyanan, o primeiro n é dental, o segundo é retroflexo e o terceiro alveolar.
Um nasal postalveolar ocorre em várias línguas aborígenes australianas, incluindo Djeebbana e Jingulu.

## Características

### Características do nasal alveolar sonoro
- Existem quatro variantes específicas de [n]:

1. Dental, o que significa que é articulado com a ponta ou a lâmina da língua nos dentes superiores, denominados respectivamente apical e laminal.
2. Denti-alveolar, o que significa que se articula com a lâmina da língua na crista alveolar e a ponta da língua atrás dos dentes superiores.
3. Alveolar, o que significa que é articulado com a ponta ou a lâmina da língua na crista alveolar, denominada respectivamente apical e laminal.
4. Pós-alveolar, o que significa que é articulado com a ponta ou a lâmina da língua atrás da crista alveolar, denominada respectivamente apical e laminal.

- Sua fonação é sonora, o que significa que as cordas vocais vibram durante a articulação.
- É uma consoante nasal, o que significa que o ar pode escapar pelo nariz, exclusivamente (plosivas nasais) ou adicionalmente pela boca.
- O mecanismo da corrente de ar é pulmonar, o que significa que é articulado empurrando o ar apenas com os pulmões e o diafragma, como na maioria dos sons.[1]

## Ocorrência

### Dental ou denti-alveolar
| Língua       | Língua               | Palavra                | AFI                    | Significado              |
| ------------ | -------------------- | ---------------------- | ---------------------- | ------------------------ |
| Bielorrusso  | Bielorrusso          | новы/novy              | [ˈn̪ovɨ]                | Novo                     |
| Bulgaro      | Bulgaro              | жена/žena              | [ʒɛˈn̪a]                | Mulher                   |
| Catalão      | Catalão              | cantar                 | [kən̪ˈt̪ä]               | Cantar                   |
| Holandês     | Belga                | nicht                  | [n̻ɪxt̻]                 | Sobrinha                 |
| Inglês       | Inglês               | month                  | [mʌn̪θ]                 | Mês                      |
| Esperanto    | Esperanto            | Esperanto              | [espeˈran̪t̪o]           | Alguém que tem esperança |
| Francês      | Francês              | connexion              | [kɔn̻ɛksjɔ̃]             | Conexão                  |
| Grego        | Grego                | άνθος/ánthos           | [ˈɐn̪θo̞s]               | Flor                     |
| Hindustani   | Hindustani           | नया / نیا/najaa/najā    | [n̪əjaː]                | Novo                     |
| Húngaro      | Húngaro              | nagyi                  | [ˈn̪ɒɟi]                | Vó                       |
| Italiano     | Italiano             | cantare                | [kän̪ˈt̪äːre]            | Cantar                   |
| Cashubio     | Cashubio             | [ exemplo necessário ] | [ exemplo necessário ] |                          |
| Cazaque      | Cazaque              | көрінді/ko'rindi       | [kœɾɪn̪d̪ɪ]              | Parecia                  |
| Quirguiz     | Quirguiz             | беделинде/bedelinde    | [be̞d̪e̞lin̪d̪e̞]            | Na autoridade            |
| Letônio      | Letônio              | nakts                  | [n̪äkt̪s̪]                | Noite                    |
| Macedônio    | Macedônio            | нос/nos                | [n̪o̞s̪]                  | Nariz                    |
| Malayalam    | Malayalam            | പന്നി/panni              | [pən̪n̪i]                | Porco                    |
| Mapudungun   | Mapudungun           | müṉa                   | [mɘ̝ˈn̪ɐ̝]                | Sobrinho do lado do pai  |
| Marathi      | Marathi              | नख/nakha               | [n̪əkʰə]                | Unha de dedo             |
| Nepali       | Nepali               | सुगन्ध                   | [suˈɡʌn̪d̪ʱʌ]            | Frangrância              |
| Polish       | Polish               | nos                    | [n̪ɔs̪]                  | Nariz                    |
| Portuguese   | General              | narina                 | [n̻ɐˈɾin̻ɐ]              |                          |
| Portuguese   | Vernacular Paulista  | percebendo             | [pe̞ʁse̞ˈbẽn̻u]           |                          |
| Romêno       | Romêno               | alună                  | [äˈl̪un̪ə]               | Avelã                    |
| Ruso         | Ruso                 | наш                    | [n̪aʂ]                  | Nosso                    |
| Serbo-Croata | Serbo-Croata         | студент / student      | [s̪t̪ǔd̪e̞n̪t̪]              | Estudante                |
| Esloveno     | Esloveno             | amarant                | [amaˈɾaːn̪t̪]            | Amarante                 |
| Espanhol     | Maioria dos dialetos | cantar                 | [kän̪ˈt̪är]              | Cantar                   |
| Ucraniano    | Ucraniano            | наш/nash               | [n̪ɑʃ]                  | Nosso                    |
| Usbeque      | Usbeque              | [ exemplo necessário ] |                        |                          |

### Alveolar
| Língua               | Língua               | Palavra              | AFI                                                                   | Significado       |
| -------------------- | -------------------- | -------------------- | --------------------------------------------------------------------- | ----------------- |
| Adyghe               | Adyghe               | нэфнэ/nėfnė          | [nafna]                                                               | Luz               |
| Árabe                | Padrão               | نار/naar/nār         | [naːr]                                                                | Fogo              |
| Assírio neo-aramaico | Assírio neo-aramaico | nora                 | [noɾaː]                                                               | Espelho           |
| Basco                | Basco                | ni                   | [ni]                                                                  | Eu                |
| Bengali              | Bengali              | নাক/naak/nāk          | [naːk]                                                                | Nariz             |
| Catalão              | Catalão              | nou                  | [ˈnɔw]                                                                | Novo              |
| Chinês               | Mandarim             | 難/nán               | [nan˧˥]                                                               | Difícil           |
| Tcheco               | Tcheco               | na                   | [na]                                                                  | Em                |
| Holandês             | Holandês             | nacht                | [nɑxt]                                                                | Noite             |
| English              | English              | nice                 | O ficheiro de áudio "nice-pronunciation-audio.ogg" não foi encontrado | Bom               |
| Filipino             | Filipino             | nipis                | [nipis]                                                               | Fino              |
| Finlandês            | Finlandês            | annan                | [ˈɑnːɑn]                                                              | Eu dou            |
| Georgiano            | Georgiano            | კანი/k'ani           | [ˈkʼɑni]                                                              | Pele              |
| Grego                | Grego                | νάμα/náma            | [ˈnama]                                                               | Vinho de comunhão |
| Gujarati             | Gujarati             | નહી/nahi              | [nəhi]                                                                | Não               |
| Havaiano             | Havaiano             | naka                 | [naka]                                                                | Balançar          |
| Hebraico             | Hebraico             | נבון/navon           | [navon]                                                               | Inteligente       |
| Italiano             | Italiano             | nano                 | [ˈnäːno]                                                              | Anão              |
| Japonês              | Japonês              | 反対/hantai          | [hantai]                                                              | Oposto            |
| Coreano              | Coreano              | 나라/nara            | [nɐɾɐ]                                                                | País              |
| Curdo                | Do norte             | giyanewer            | [ˈgʲɪjä:ˈnɛwɛˈɾ]                                                      | Animal            |
| Curdo                | Central              | گیانلەبەر/gîyânlabar | [ˈgʲiːäːnˈlæbæˈɾ]                                                     | Animal            |
| Curdo                | Do sul               | گیانلەبەر/gîyânlabar | [ˈgʲiːäːnˈlabaˈɾ]                                                     | Animal            |
| Quirguiz             | Quirguiz             | банан/banan          | [baˈnan]                                                              | Banana            |
| Malaio               | Malaio               | nasi                 | [näsi]                                                                | Arroz cozido      |
| Malayalam            | Malayalam            | കന്നി/kanni            | [kənni]                                                               | Virgem            |
| Maltês               | Maltês               | lenbuba              | [lenbuˈba]                                                            | Cassetete         |
| Mapudungun           | Mapudungun           | müna                 | [mɘ̝ˈnɐ̝]                                                               | O Suficiente      |
| Ngwe                 | Mmockngie dialect    | [nøɣə̀]               | [nøɣə̀]                                                                | Sol               |
| Nepali               | Nepali               | नक्कल/nakkal          | [nʌkːʌl]                                                              | Imitação          |
| Odia                 | Odia                 | ନାକ/nāka              | [näkɔ]                                                                | Nariz             |
| Farsu                | Farsu                | نون/nun              | [nun]                                                                 | Pão               |
| Pirahã               | Pirahã               | gíxai                | [níˈʔàì̯]                                                              | Você              |
| Polonês              | Polonês              | poncz                | [ˈpɔn̥t͡ʂ]                                                              | Golpe             |
| Punjabi              | Punjabi              | ਨੱਕ/nakk              | [nəkː]                                                                | Nariz             |
| Eslovaco             | Eslovaco             | na                   | [nä]                                                                  | Em                |
| Esloveno             | Esloveno             | novice               | [nɔˈʋìːt̪͡s̪ɛ]                                                           | Notícias          |
| Espanhol             | Espanhol             | nada                 | [ˈnäð̞ä]                                                               | Nada              |
| Swahili              | Swahili              | ndizi                | [n̩dizi]                                                               | Banana            |
| Tailandês            | Tailandês            | นอน/non              | [nɔːn]                                                                | Dormir            |
| Turco                | Turco                | neden                | [ne̞d̪æn]                                                               | Razão             |
| Vietnamita           | Vietnamita           | bạn đi               | [ɓanˀ˧˨ʔ ɗi]                                                          | Você está indo    |
| Galês                | Galês                | nain                 | [nain]                                                                | Vó                |
| Apache ocidental     | Apache ocidental     | non                  | [nòn]ⓘ                                                                | Cache             |
| Frísio ocidental     | Frísio ocidental     | nekke                | [ˈnɛkə]                                                               | Pescoço           |
| Yi                   | Yi                   | ꆅ/na                | [na˧ ]                                                                | Machucado         |
| Zapotec              | Tilquiapan           | nanɨɨ                | [nanɨˀɨ]                                                              | Senhora           |

### Pós-alveolar
| Língua    | Língua      | Palavra          | AFI             | Significado       |
| --------- | ----------- | ---------------- | --------------- | ----------------- |
| Catalão   | Catalão     | panxa            | ['pän̠ɕə]        | Umbigo            |
| Djeebbana | Djeebbana   | barnmarramarlón̠a | [ban̠maramal̠ɔn̪a] | Eles dois nadaram |
| Inglês    | Australiano | enrol            | [əṉˈɹ̠ɔo̯ɫ]       | Se inscrever      |
| Italiano  | Italiano    | angelo           | [ˈän̠ʲːd͡ʒelo]    | Anjo              |